# Пёстрая дроздовидная муравейница
Пёстрая дроздовидная муравейница (лат. Chamaeza nobilis) — вид воробьиных птиц из семейства муравьеловковых.
Вид распространён в Южной Америке. Заселяет значительную часть бассейна Амазонки. Встречается на юго-востоке Колумбии, востоке Эквадора и Перу, северо-западе Боливии и западе Бразилии.
Птица длиной 22,5 см, весом 119—152 г. Тело крепкое с короткими закруглёнными крыльями, длинными и сильными ножками и коротким прямым хвостом. Верхняя часть тела коричневой окраски, с красноватым оттенком на голове. Надбровная полоса, горло, центральная часть брюха белого цвета. Грудь и бока пёстрые, чёрные с белым. Клюв черноватый с фиолетовым основанием.
Обитает во влажных лесах с густым подлеском. Держится в одиночку или парами. Большую часть дня проводит на земле, ища пищу, двигаясь достаточно медленно и осторожно, готов скрыться в чаще подлеска при малейшей опасности. Питается насекомыми и другими мелкими беспозвоночными.